# よゐこのワケアリ
『よゐこのワケアリ』は毎日放送（MBSテレビ）で2007年10月16日から2008年3月18日まで放送された関西ローカルのバラエティ番組。

## 概要
9年半（開始から7年間は水曜深夜枠）続いた『たかじんONE MAN』の後番組で、よゐこの2人にとっては、木曜日同枠で放送されていた『むちのち!』以来、久しぶりの関西ローカルによるバラエティ番組。

## 放送内容
番組の内容は、世間に氾濫する物事の事情、仕組みなどの“理由（わけ）”を究明していった。
理由の例
- ラムネの瓶にビー玉が入っているワケ
- 100円ショップが成立するワケ
- 夏場からコンビニでおでんを売っているワケ

番組の収録は大阪・茶屋町のMBS本社ギャラクシースタジオで行われる。第1回の収録は2007年10月11日に行われ、当日放送の「ちちんぷいぷい」によゐこの2人と吉竹史が番組宣伝のため生出演した（ちなみに、第1回のゲスト・時東ぁみも10月11日の「今日のポン!」コーナーにゲスト出演した）。また初回の放送を桂南光が見ていた。
番組セットの手を象ったオブジェは、女子美術大学出身である吉竹が作成したものであり、番組ロゴなどもオブジェをモデルとしたデザインが使用されていた。

## 出演
- 司会 - よゐこ
  - 有野晋哉
  - 濱口優
- 進行 - 吉竹史（MBSアナウンサー）
- ナレーション - 関岡香（MBSアナウンサー）

他毎回ゲスト2組程度。

## スタッフ
- 構成：増山実、鹿児島俊光、上室尚子
- リサーチ：杉森敏博、姫路まさのり、中川抄子
- TM：高木久之（MBS）
- TD：やふじたふじ
- SW：藤田泰成（MBS）
- CAM：喜多良平（MBS）
- LD：荒木崇（MBS）
- AUD：川崎稔也
- VE：藤野毅（MBS）
- EED：露口三郎・三木直哉（MBS）
- 音効：景山佳彦
- 取材音効：坂井信行
- 美術・デザイン：水速賢・中西勇二（MBS）
- タイトル：宮本由紀子（MBS企画）
- タイトルCG：紀野伸子・村田英樹（MBS企画）
- AD（アシスタントディレクター）：広根結花、山本敦之
- AP（アシスタントプロデューサー）：松本みゆき（MBS）
- ディレクター：阿部淳人（MBS企画）、渡辺智之（ブリッジ）、堀一範（mawberrys）、市川晃（クラッチ.）、郷原宏久（放送映画）、稲葉知周（MBS）、久保隆宏（ブリッジ）
- チーフディレクター：加老戸良徳・京原雄介（MBS）
- プロデューサー：岸本孝博（MBS）、高山良寛（松竹芸能）
- 技術協力：マウス、戯音工房、音選屋
- 美術協力：つむら工芸、高津商会、ステッピンスタジオ、インターナショナルクリエイティブ、新光企画、藤貴園芸、タイトルラボ、デジタルカラー、堺かつら、ビーム
- スタッフ協力：MBS企画、ブリッジ、クラッチ.、mawberrys
- 制作協力：松竹芸能
- 製作：毎日放送

## 公式サイト
- よゐこのワケアリ

| 毎日放送（MBSテレビ） 火曜日23:55～翌0:55枠 | 毎日放送（MBSテレビ） 火曜日23:55～翌0:55枠 | 毎日放送（MBSテレビ） 火曜日23:55～翌0:55枠 |
| 前番組                                      | 番組名                                      | 次番組                                      |
| ------------------------------------------- | ------------------------------------------- | ------------------------------------------- |
| たかじんONE MAN                             | よゐこのワケアリ                            | よゐこ部                                    |